# Nagyekemező község
Nagyekemező község (románul: Comuna Târnava) község Szeben megyében, Romániában. Központja Nagyekemező, beosztott falva Nagyekemezőtelep.

## Fekvése
A Nagy-Küküllő völgyében, Szeben megye északi részén helyezkedik el, Medgyestől 5, Kiskapustól 8 kilométerre.

## Népessége
1850-től a népesség alábbiak szerint alakult:
| Lakosok száma | 1174 | 1265 | 1437 | 1616 | 2055 | 3603 | 2762 | 2871 | 2858 | 3007 |
|               | 1850 | 1880 | 1900 | 1920 | 1941 | 1977 | 1992 | 2002 | 2011 | 2021 |

A 2011-es népszámlálás adatai alapján a község népessége 2858 fő volt, melynek 61,65%-a román, 30,2%-a roma és 2,8%-a magyar. Vallási hovatartozás szempontjából a lakosság 85,65%-a ortodox, 3,15%-a pünkösdista, 1,29%-a református, 1,22%-a római katolikus és 1,19%-a régi rítusú ortodox.

## Nevezetességei
A község területéről az alábbi épületek szerepelnek a romániai műemlékek jegyzékében:
- a nagyekemezői erődtemplom (LMI-kódja SB-II-a-B-12571)
- a nagyekemezői földvár maradványai (SB-I-s-B-12005)
- a Nagyekemező, Mihal Eminescu utca 2. szám alatti 16. századi lakóház (SB-II-m-B-12570)

## Híres emberek
- Nagyekemezőn született Johannes Oltard (1576–1630) erdélyi szász krónikaíró, evangélikus lelkész.[7]